# آلسیو کودروماز
آلسیو کودروماز (انگلیسی: Alessio Codromaz؛ زادهٔ ۵ ژوئن ۱۹۹۴) بازیکن فوتبال اهل ایتالیا است.
از باشگاه‌هایی که در آن بازی کرده‌است می‌توان به باشگاه فوتبال گوریتسا اشاره کرد.